# Accessoar

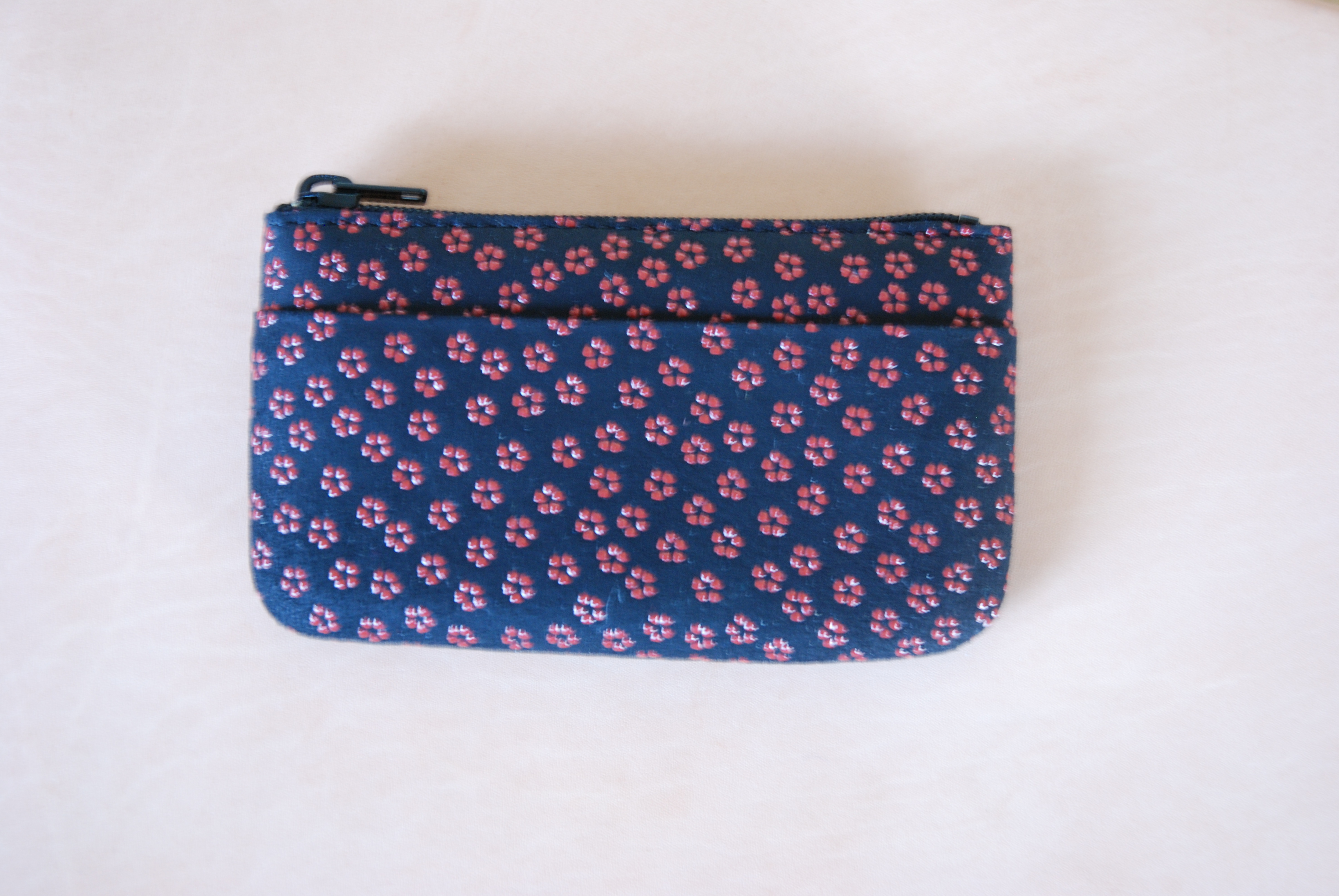
Japansk accessoar, en börs, i indenteknik.

Klädsel med accessoarer. Hallwylska museet.

Accessoarer, eller accessoirer, från franskans accessoires (ungefär "tillbehör"), betecknar inom modet tillbehör som handskar, skärp, skor, väskor, scarfar, käppar eller paraplyer som i form och färg överensstämmer med resten av klädseln och på så sätt skapar en enhetlig modeform. Till viss klädsel, till exempel klänningen "den lilla svarta", är valet av accessoarer särskilt viktigt.
Inom konsten betecknar ordet oväsentliga detaljer, bifigurer och staffage. Ordet "accessoar" kan också användas bildligt för något som används för stilens skull snarare än i egensyfte. Till exempel kan speciella politiska åsikter användas som accessoarer för den som vill passa in i en trend eller en subkultur.
Ordet, som är belagt i svenska språket sedan 1892, uttalas antingen med /s/, assessoar, eller /ks/ som i succé eller accent.